# El imperio del dolor
El imperio del dolor: La historia secreta de la dinastía que reinó en la industria farmacéutica es un libro de 2021 de Patrick Radden Keefe. La obra examina la historia de la familia Sackler, incluida la fundación de Purdue Pharma, su papel en la comercialización de productos farmacéuticos y el papel central de la familia en la epidemia de opioides.    El libro siguió al artículo de Keefe de 2017 sobre la familia Sackler en The New Yorker, titulado La familia que construyó un imperio del dolor. 

## Argumento
Arthur, Mortimer y Raymond Sackler eran hijos de inmigrantes judíos que se criaron en Brooklyn. Los tres hermanos se convirtieron en médicos, pero el mayor, Arthur, mostró un talento particular para la publicidad, combinando ambas pasiones al unirse y luego ser propietario de William Douglas McAdams Inc., una firma de publicidad que manejaba exclusivamente clientes médicos y fue pionera en la técnica de publitar medicamentos directamente a los médicos. A pesar de tener muchos conflictos de intereses, Arthur pudo mantener ocultas estas asociaciones dejando a sus hermanos, amigos y exesposa como testaferros de varias empresas. Mientras Arthur seguía amasando su fortuna, él y sus hermanos menores comenzaron a hacer importantes contribuciones filantrópicas, donando dinero a museos y para becas. Los hermanos finalmente se distanciaron. Cuando Arthur murió en 1987, su complicado legado quedó en manos de múltiples herederos, incluidos sus hermanos, su esposa, su exesposa y sus cuatro hijos. Cuando la lucha por dividir los activos se convirtió en acritud, sus hijos acordaron vender sus acciones en Purdue Pharma, un pequeño fabricante de medicamentos, a sus tíos Mortimer y Raymond.
Mortimer y Raymond Sackler invirtieron en la investigación de opioides y su inversión finalmente condujo a la oxicodona. Después de que Mortimer y Raymond se unieran a la junta directiva de Purdue Pharma, la familia comenzó a desplegar un equipo de ventas para vender oxicodona utilizando técnicas de las que Arthur fue pionero para influir en políticos, funcionarios gubernamentales y médicos para que respaldaran la píldora. Su nueva droga fue un éxito inmediato, pero casi con la misma rapidez, los usuarios comenzaron a abusar de ella. En 2010, la empresa suspendió su versión inicial del fármaco e hizo una versión que era imposible de triturar, esto provocó una caída del 25% en las ventas y un aumento de la heroína, posiblemente causado por el abuso de opioides. A medida que comenzaron a acumularse demandas contra Purdue Pharma, la familia Sackler buscó aislarse tanto financiera como públicamente de la droga. Todos los Sackler rechazaron entrevistas y aquellos en la junta directiva de la empresa votaron repetidamente para darse a sí mismos enormes bonificaciones financieras.
En 2017, una serie de artículos que vinculaban a los Sackler con la oxicodona, así como una campaña pública de la fotógrafa Nan Goldin para vincular a los Sackler con la crisis de opioides, llevaron a la estigmatización del nombre Sackler y muchos museos y universidades rechazaron donaciones financieras de ellos.
Si bien la familia finalmente fue demandada, los Sackler utilizaron su empresa para declararse en quiebra, vincular sus finanzas personales a las fortunas de Purdue Pharma y, finalmente, lograron escapar de cualquier consecuencia financiera. La familia continuó sosteniendo que no sabían nada sobre las prácticas de marketing abusivas y engañosas de la empresa y mantuvo la mentira de que sus opioides no eran adictivos y que las pocas personas que abusaban de sus drogas ya eran adictas desde el comienzo.

## Recepción
El libro recibió elogios de la crítica. New York señaló que El imperio del dolor se diferencia de otras coberturas sobre el papel de Sackler en la crisis de opioides y calificó el libro como "principalmente una historia familiar".  Zachary Siegel, escribiendo en The New Republic, calificó el libro como un "registro importante de avaricia privada facilitada por un gobierno corrupto".  Publishers Weekly calificó el libro como una "reseña condenatoria" de la participación de la familia en la epidemia de opioides.  Joanna Walter elogió la narración de Patrick Radden Keefe de la historia que abarca una década en Literary Review: "Une hábilmente todos los hilos para traernos la saga completa y aterradora... la suma de sus partes es una historia de crimen impresionante". 
El libro ganó el premio Baillie Gifford de no ficción de 2021 y el premio Goodreads Choice de historia y biografía,  fue preseleccionado para el premio al libro de negocios del año del Financial Times y McKinsey de 2021, y fue preseleccionado para la medalla Andrew Carnegie de 2022 por Excelencia en no ficción.    También fue seleccionado para la lista de los "10 mejores libros de 2021" ' del Washington Post. 